# Гершон га-Коген, Иосиф бен-Мордехай

Иосиф бен-Мордехай Гершон га-Коген (1510, Краков — 1591, там же) — польский раввин, талмудист, правовед.

## Биография
Происходил из знатной семьи кохенов. Начал изучать Талмуд в раннем возрасте и стал главой иешивы, основанной его тестем. Многие ученики, посещавшие эту школу, вскоре прославили её своей учёностью; его взгляды на религиозные вопросы были широко изучены.
Его родственниками были Иоиль Сыркес, Соломон Лурия и Моисей Иссерлес, который в своих работах часто цитировал его.
В 1576 году стал раввином в Кракове; ранее он был там главой иешивы; особенно силен был в талмудическом гражданском законодательстве. Переписывался со многими авторитетами, между прочими с Соломоном Лурией и с Элиезером Ашкенази.
Направление трудов Иосифа бен-Мордехая Гершона га-Когена было строго охранительное, так что в решениях он в основном склонялся в сторону запрещения; этим объясняется его редкое выступление в разрешении вопросов ритуального характера.
Он автор «Scheerit Joseph» (Краков, 1590), респонсов по различным вопросам галахи, преимущественно гражданского законодательства; также написал комментарий на Тур, Хошен Мишпат, изданный вместе с названным кодексом; кроме того, написал комментарий к Мордехаю, который был его любимым комментатором Талмуда и на труд которого он чаще всего ссылается в своих респонсах. Вообще, галахическое произведение Мордехая пользовалось тогда особым расположением раввинских академий, где оно читалось после каждого соответственного трактата Талмуда. Иосиф бен-Мордехай Гершон га-Коген корректировал рукопись, с которой было напечатано «Aggudah» Александра Зуслина га-Когена из Франкфурта.